# 노동면
노동면(蘆洞面)은 대한민국 전라남도 보성군의 면이다.

## 행정 구역
- 감정리(甘井里)
- 거석리(擧石里)
- 광곡리(廣谷里)
- 금호리(錦湖里)
- 대련리(大蓮里)
- 명봉리(鳴鳳里)
- 신천리(新泉里)
- 옥마리(玉馬里)
- 용호리(龍湖里)
- 학동리(鶴洞里)